# Тарту (област)
Тарту (на естонски: Tartu maakond, Тарту мааконд) е област в източна Естония с площ 2993 кв. км. Административен център на областта е град Тарту.

## Население
- 148 847 души (2006 г.)
- 152 977 души (по приблизителна оценка от 1 януари 2019 г.)[3]

## Етнически състав
- 82,7%-естонци
- 13,8%-руснаци
- 1,0%-украинци
- 1,0%-фини
- 4,2%-други